# Archangiopteris cadieri
Archangiopteris cadieri là một loài dương xỉ trong họ Marattiaceae. Loài này được C. Chr. & Tardieu mô tả khoa học đầu tiên năm 1935.
Danh pháp khoa học của loài này chưa được làm sáng tỏ. 